# Stare Prusy (Pomerania)
Stare Prusy [pronunciación en polaco: /ˈstarɛ ˈprusɨ/] (en alemán: Altpreußenfier) es un pueblo en el distrito administrativo de Gmina Czersk, dentro del Distrito de Chojnice, Voivodato de Pomerania, en el norte de Polonia. Se encuentra aproximadamente 9 kilómetros al noreste de Czersk, 37 kilómetros al noreste de Chojnice, y 69 kilómetros al sudoeste de la capital regional, Gdańsk.
Para detalles de la historia de la región, véase Historia de Pomerania.
El pueblo tiene una población de 84 habitantes.